# Elodie Pong
Elodie Pong (née en 1966 à Boston) est une artiste suisse et américaine qui vit et travaille à Zurich.

## Biographie
Elodie Pong est née aux États-Unis, d'un père chinois et d'une mère suisse.

## Expositions personnelles (sélection)
- 2007 Samples, Kunstmuseum Solothurn, Suisse
- 2007 I could be you, fluctuating images, Stuttgart
- 2006 Supernova, Occurrence Centre d’art et d’essai, Montréal
- 2005 Peripheral Area, Tokyo Wondersite Shibuya
- 2004 Where Is The Poison, Kunstaus Baselland, Muttenz
- 2004 Contemporary Tales, Halle für Kunst e.V, Lüneburg (D)
- 2003 I will ot KYSS (Keep Your Secrets Secret) anymore, Arsenic, Lausanne

## Expositions collectives (sélection)
- 2008 Shifting identities, Kunsthaus, Zürich
- 2008 Under my Skin, Galerie Magda Danysz, Paris
- 2007 Les artistes de la collection CAHIERS D'ARTISTES, série VI + VII, Fri-art, Fribourg
- 2007 Une Question de Génération, Musée d'Art Contemporain de Lyon, Lyon
- 2006 Cooling out: on the paradox of feminism, Lewis Glucksman Gallery, Cork/Irlande
- 2006 Partenaire particulier, Espace Paul Ricard, Paris
- 2005 Family, You, Me and the Trjectories of a Post-Everything Era, Alexandria Contemporary Art Forum, Alexandrie (Égypte)

## Prix
- 2006-2008 Atelier de la fondation Binz39, Zurich
- 2006 Prix fédéral d'art
- 2003 Prix jeunes créateurs beaux-arts, Fondation vaudoise pour la promotion & la création artistique
- 2003 Swiss Award, Viper Festival, Bâle
- 2002 Re:View Video+Film Award, Migros Museum für Gegenwartskunst, Zurich
- 2002 Bourse du Fonds d'encouragement à la création interdisciplinaire, Siciété Suisse des Auteurs